# Kuckucksweih
Der Kuckucksweih (Aviceda cuculoides) ist ein mittelgroßer Raubvogel aus der Gattung der Schopfbussarde (Aviceda). Seinen Namen trägt er aufgrund der Ähnlichkeit zum Kuckuck. Er ist in Afrika südlich der Sahara verbreitet und lebt in dichten Wäldern. Die IUCN stuft diese Art als nicht gefährdet (least concern) ein.

## Beschreibung

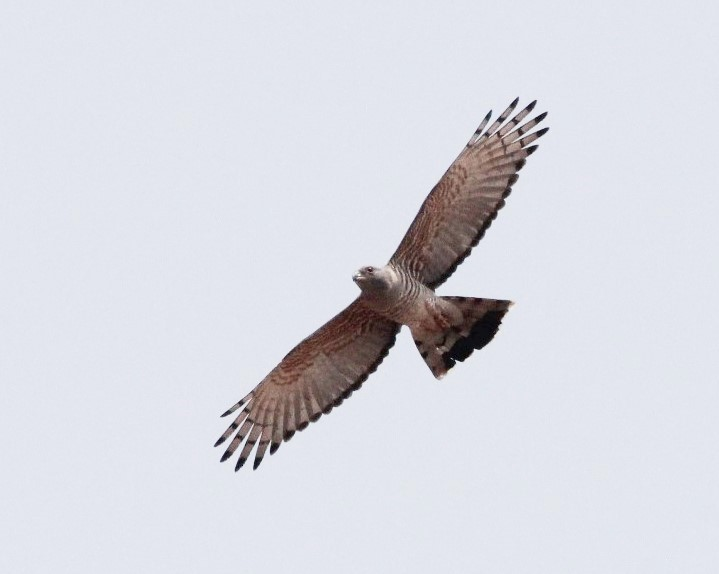
Kuckucksweih im Flug

Männchen besitzen eine schwarz-bräunliche Oberseite, einen grauen Mantel und eine schwarze Haube. Die Körperunterseite ist weiß mit bräunlicher Sperberung. Das Schwanzgefieder ist schwarz mit drei grauen Streifen und einer grau-weißen Spitze. Die Weibchen sind bräunlicher mit hellerer Sperberung an der Unterseite und etwas größer als die Männchen. Der Kuckucksweih ist im Flug als kleiner Greifvogel mit einem kleinen Kopf, breiten und schmal gerundeten Flügeln und einem mittellangen Schwanz leicht zu erkennen. Die Flügelspannweite der Tiere beträgt etwas mehr als die doppelte Körperlänge.

## Verbreitung und Unterarten

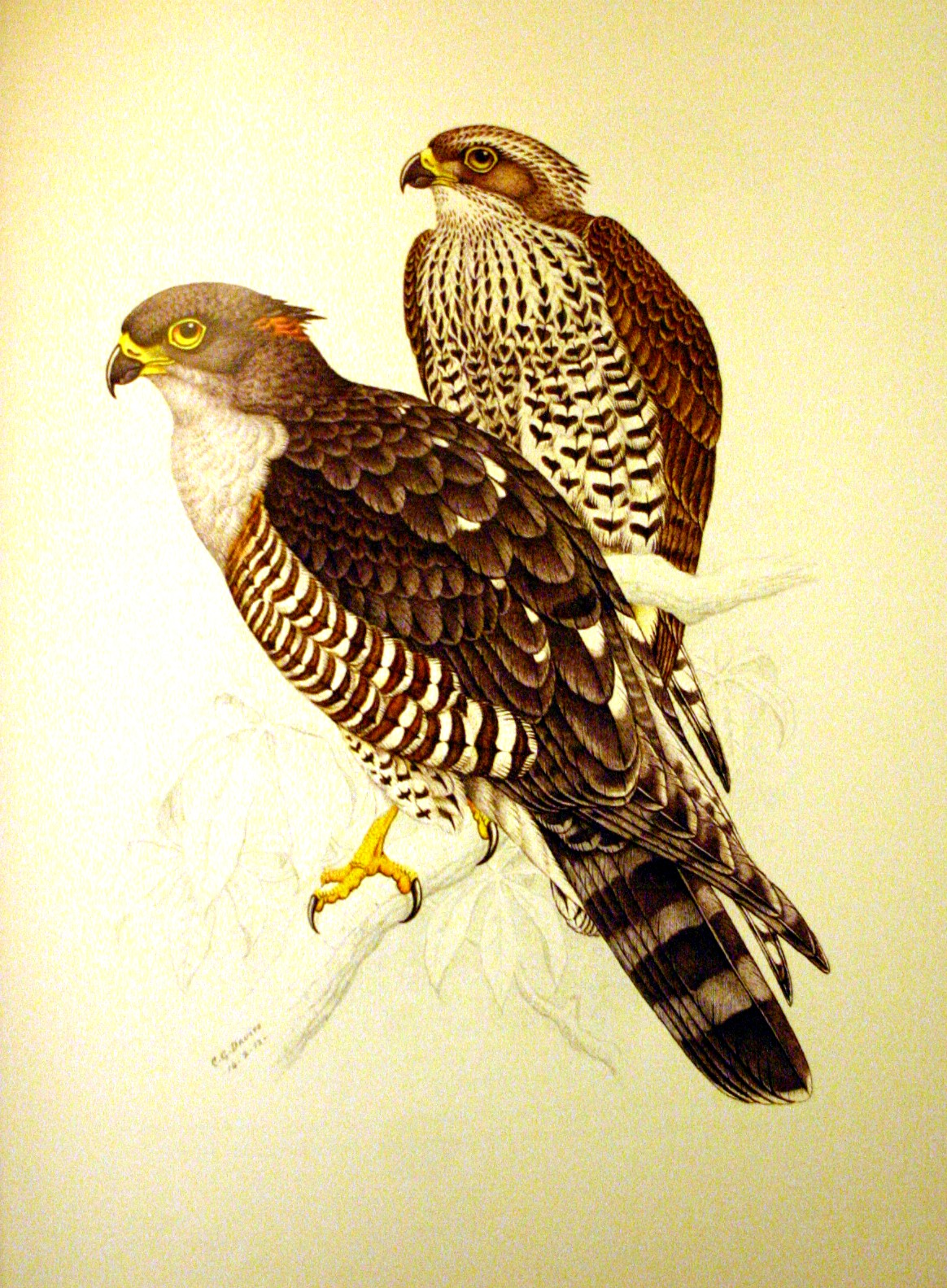
Aviceda cuculoides, Illustration

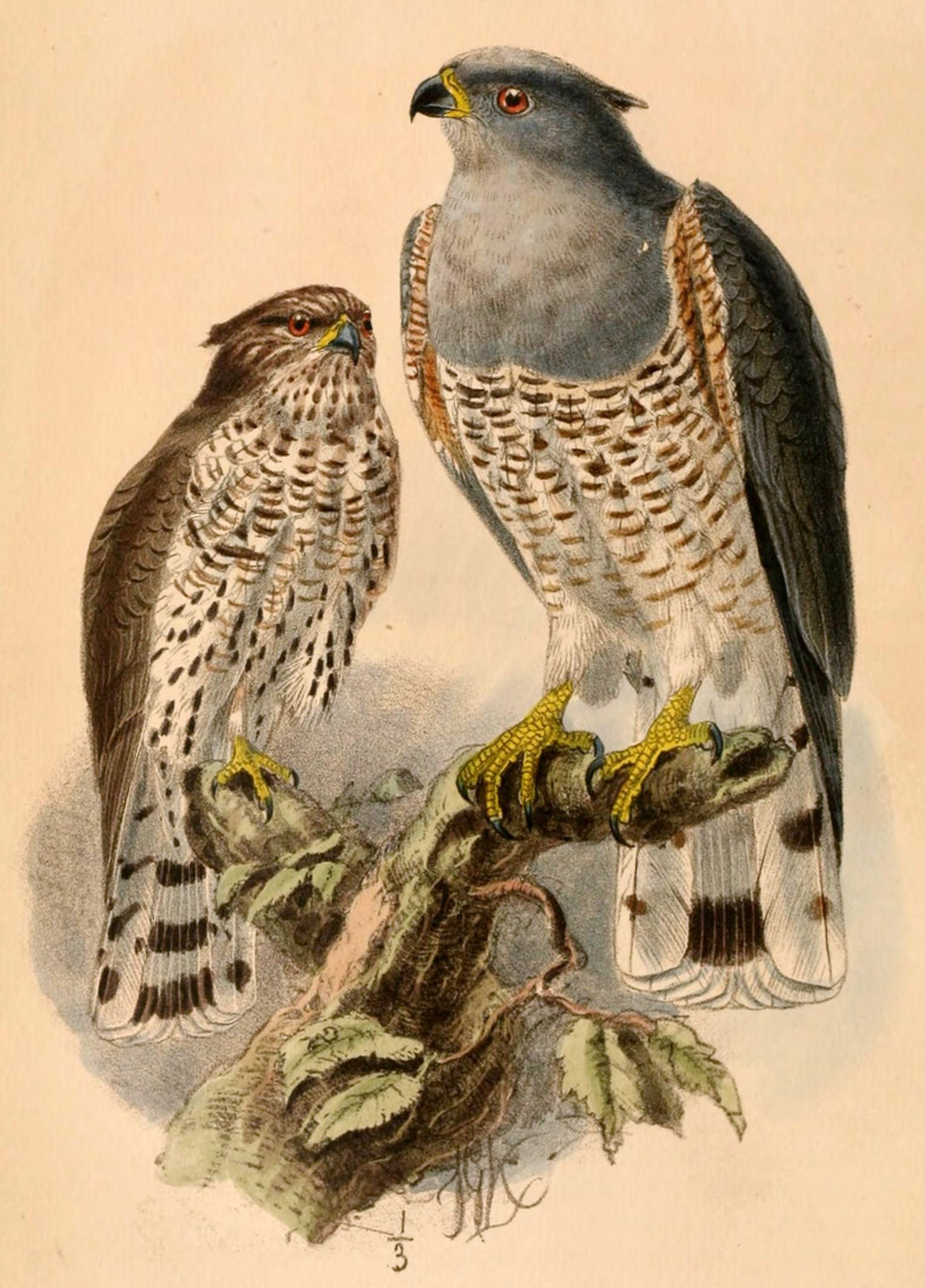
Aviceda cuculoides verreauxii, Illustration

Der Kuckucksweih ist in großen Teilen Afrikas südlich der Sahara verbreitet. Folgende Unterarten sind bekannt:
- Aviceda cuculoides cuculoides Swainson, 1837 – Verbreitung vom Senegal bis nach Südwestäthiopien und der nördlichen DR Kongo
- Aviceda cuculoides batesi (Swann, 1920) – Verbreitung von Sierra Leone bis nach Uganda und  Nordangola
- Aviceda cuculoides verreauxii Lafresnaye, 1846 – Verbreitung von Kenia bis nach Namibia und im östlichen Teil Südafrikas

Baza emini Reichenow, 1894 wird heute als Synonym zu A. c. verreauxii betrachtet.

## Lebensraum
Der Kuckucksweih ist eine scheue Greifvogelart, die im Inneren und an Rändern von immergrünen tropischen Regenwäldern, aber auch in laubabwerfenden Wäldern sowie Vorstadtgärten vorkommt. Besonders in Ostafrika kann diese Art auch beim Durchzug durch Trockensavannen und Buschland beobachtet werden. Sie kann Gebiete bis zu einer Höhe von 3000 m bewohnen.

## Lebensweise
Der Kuckucksweih ist grundsätzlich ein sesshafter Vogel, aber einige Individuen verbringen die Zeit von April bis November in Ostafrika, besonders an der kenianischen Küste. Außerdem ziehen einige Vögel dieser Art außerhalb der Brutzeit nach Süden, insbesondere zum Highveld (Südafrika). Über das Verhalten des Kuckucksweihs ist wenig bekannt, da seine Lebensräume schwer zugänglich sind. Besser zu beobachten sind diejenigen Tiere, die nicht sesshaft sind und beim Wandern ihre natürlichen Lebensräume verlassen.
Der Kuckucksweih ernährt sich hauptsächlich von Reptilien und Insekten. Er jagt innerhalb des Schirms des Waldes, wo er von seinem Ansitz aus nach Opfern sucht, bevor er diese im Flug erbeutet. Folgende Beutetiere wurden nachgewiesen: das Lappenchamäleon (Chameleo dilepsis), Brachypodion ventrale, Eidechsen, Schlangen, Frösche, Fische, Flughunde, Mäuse, Vögel, Heuschrecken und Wanderheuschrecken, Gespenstschrecken, Silberfischlarven, Raupen, Fangschrecken und Süßwasserkrabben.
Der Kuckucksweih ist ein monogamer Einzelbrüter. Das Nest wird von beiden Elterntieren in 11 Tagen gebaut und besteht aus einer eher unordentlich wirkenden Plattform aus kleinen Stöcken, Ranken und Blättern, die mit Blättern, Gras und Zweigen ausgekleidet ist. Gewöhnlich befindet sich das Nest in den höchsten Ästen eines Baumes, meist in einer Höhe von 10 bis 30 m. Die Brutzeit ist vom Standort abhängig: Während sie im südlichen Afrika von September bis März stattfindet, brüten die westafrikanischen Tiere von Juni bis August. In Kenia hingegen gibt es von März bis Juni und von November bis Februar zwei Brutzeiten, die an die dortigen Regenzeiten angepasst sind. Das Weibchen legt üblicherweise nur ein oder zwei Eier, aber gelegentlich sind auch drei möglich. Die Küken werden von beiden Elternteilen ausgebrütet und gefüttert, bis sie das Nest im Alter von 28 Tagen verlassen und einige Tage später ihren ersten Flug übernehmen. Die Jungtiere bleiben bis eine Woche nach ihrem ersten Flug abhängig von ihren Eltern. Der Silberadler (Hieraaetus wahlbergi) wurde bei der Jagd auf Kuckucksweihküken beobachtet.